# Bredana complicata
Bredana complicata là một loài nhện trong họ Salticidae.
Loài này thuộc chi Bredana. Bredana complicata được Willis J. Gertsch miêu tả năm 1936.